# Младен Нелевић
Младен Нелевић (Зеница, 13. јануар 1957) српски и црногорски је глумац.

## Каријера
Нелевић је рођен у Зеници. У Подгорицу је дошао кад му је било 17, а до тада активно се бавио атлетиком и одбојком. На Академији сценских уметности је завршио глуму у класи професора Боре Стјепановића.
Имао је бројне улоге у домаћим филмовима и серијама, најпознатије су: Србољуб Шаулић у Аудицији, Милун у серији М(ј)ешовити брак и улога Стефана Немање у серији Немањићи - рађање краљевине.
Ожењен је са Савком Нелевић.

## Контроверзе
Његов коментар из 2017. године на садржај црногорске серије Божићни устанак у коме назива Србе окупаторима Црне Горе изазвало је у српској јавности бурне негативне реакције и осуде. Касније исту изјаву оповргава и говори да није тако мислио.
Е сад, ту се дешавају неке ствари – долази опет окупација Црне Горе од наше источне браће, како би рекао краљ Никола, гдје се људи не сналазе шта и како треба да реагују.— Младен Нелевић, 2017. године

## Филмографија
| Год.       | Назив                                        | Улога                                |
| ---------- | -------------------------------------------- | ------------------------------------ |
| 1980. е    |                                              |                                      |
| 1982.      | Настојање                                    | Студент Вељко                        |
| 1983.      | Ватрогасац (ТВ)                              | Петар                                |
| 1983.      | Писмо - Глава                                | Баја Ујевић                          |
| 1984.      | Велики таленат (ТВ)                          | Туњо                                 |
| 1985.      | Будите исти за 20 година (ТВ)                |                                      |
| 1985.      | Аудиција (ТВ)                                | Србољуб Шаулић                       |
| 1985.      | Ада (ТВ)                                     | Ћиро                                 |
| 1985.      | Брисани простор (ТВ серија)                  | Фил                                  |
| 1985.      | Шест дана јуна                               | Здравко                              |
| 1986.      | Добровољци                                   |                                      |
| 1986.      | Лепота порока                                | Носач                                |
| 1986.      | Ово мало душе (ТВ)                           |                                      |
| 1986.      | Врење (ТВ)                                   | Родољуб Чолаковић „Розенко“          |
| 1986.      | Ја сам старински ормар (ТВ)                  | Носач                                |
| 1986.      | Мисија мајора Атертона (серија)              | Партизан бунџија                     |
| 1986.      | Ово мало душе                                | Лекар                                |
| 1986.      | Вријеме прошло — вријеме садашње (ТВ серија) |                                      |
| 1986.      | Шпадијер један живот                         | Часлав Шпадијер                      |
| 1987.      | Tempi di guera                               | Вељко                                |
| 1987.      | Живот радника                                |                                      |
| 1987.      | На путу за Катангу                           | Високи                               |
| 1988.      | Портрет Илије Певца (мини-серија)            | Јовиша                               |
| 1988.      | Хаусторче (ТВ)                               |                                      |
| 1988.      | Азра                                         | Хамо                                 |
| 1988.      | Ванбрачна путовања                           | Ђетић                                |
| 1988.      | Вук Караџић (серија)                         | Владика Петар II Петровић Његош      |
| 1989.      | Хајде да се волимо 2                         | Командир ватрогасаца                 |
| 1990. е    |                                              |                                      |
| 1990.      | Волио бих да сам голуб                       |                                      |
| 1990.      | Последњи валцер у Сарајеву                   | Владо Слијепчевић                    |
| 1994.      | Вечита славина (ТВ)                          | Радић Сирчанин                       |
| 1994.      | Магареће године                              | Зорин отац                           |
| 1995.      | Сложна браћа (серија)                        | Вукадин/Милојица/Радојица Благојевић |
| 1999.      | У име оца и сина                             | Милорад                              |
| 2000. е    |                                              |                                      |
| 2000.      | Горски вијенац (ТВ)                          | Вук Мандушић                         |
| 2003.      | М(ј)ешовити брак                             | Војинов брат Милун                   |
| 2005.      | Ивкова слава                                 |                                      |
| 2006.      | Седам и по                                   | Буре                                 |
| 2006.      | Гуча!                                        | Сачмо                                |
| 2006.      | Љубав, навика, паника (серија)               | Катић, Јовановићев пријатељ          |
| 2007.      | Клопка                                       | Марко                                |
| 2007.      | Наша мала клиника                            | Сретен Пејовић - Пејо                |
| 2007.      | Агенција за СИС (серија)                     | Боњо Мрсикић                         |
| 2007.      | Промени ме                                   | Инспектор Биковић                    |
| 2007.      | Кафаница близу СИС-а (серија)                | Боњо Мрсикић                         |
| 2008.      | Гледај ме                                    | Јован Петровић                       |
| 2008.      | Читуља за Ескобара                           | Инспектор Савић                      |
| 2007-2008. | Љубав и мржња (серија)                       | Кум Алекса                           |
| 2008.      | То топло љето (серија)                       | Миливоје Шолаја                      |
| 2008-2009. | Село гори, а баба се чешља (ТВ серија)       | Крле                                 |
| 2009.      | Село гори... и тако                          | Крле                                 |
| 2010. е    |                                              |                                      |
| 2010.      | Мотел Нана                                   | Директор школе                       |
| 2010.      | Паре или живот (серија)                      | Рајко                                |
| 2007-2011. | Наша мала клиника (серија)                   | Сретен Пејовић „Пејо“                |
| 2011.      | Два смо свијета различита (серија)           | Милун                                |
| 2011.      | Како су ме украли Немци                      | Алексов пријатељ                     |
| 2011.      | Локални вампир                               |                                      |
| 2011.      | Парада                                       | Боро                                 |
| 2012.      | Било једном у Црној Гори                     |                                      |
| 2012-2015  | Будва на пјену од мора                       | Јово Радмиловић                      |
| 2013.      | Божићни устанак (ТВ серија)                  | Тодор                                |
| 2013.      | На путу за Монтевидео (серија)               | Јовика, Росин отац                   |
| 2013.      | Војна академија 2                            | Десимир Џаковић                      |
| 2013.      | Криза (ТВ серија)                            | Алешов колега и пријатељ             |
| 2014.      | Атомски здесна                               | Енвер                                |
| 2015.      | Горчило - Јеси ли то дошао да ме видиш       | Зељо Цвркота                         |
| 2016.      | Војна академија 3                            | Десимир Џаковић                      |
| 2016.      | Дневник машиновође                           | Драган „Дизел"                       |
| 2016.      | Santa Maria della Salute (филм)              | кнез Никола Петровић                 |
| 2016.      | Шта му је оно на главу                       | кнез Никола Петровић                 |
| 2017.      | Бисер Бојане                                 | Рајко                                |
| 2017.      | Мамурлуци (ТВ серија)                        | Рођа                                 |
| 2017.      | Santa Maria della Salute (ТВ серија)         | кнез Никола Петровић                 |
| 2017.      | Божићни устанак (серија)                     | Тодор                                |
| 2017.      | Искра (филм)                                 | Ранко                                |
| 2017.      | Жмурке (серија)                              | Митар                                |
| 2018.      | Немањићи: Рађање краљевине                   | Велики Жупан Стефан Немања           |
| 2018.      | Добар дан за посао                           |                                      |
| 2012-2018  | Војна академија (серија)                     | Десимир Џаковић                      |
| 2018-2019. | Бисер Бојане (ТВ серија)                     | Рајко                                |
| 2019.      | Пакет (кратки филм)                          |                                      |
| 2019.      | Дохвати небо                                 |                                      |
| 2020. е    |                                              |                                      |
| 2021.      | Александар од Југославије (ТВ серија)        | Владета Милићевић                    |
| 2021.      | Александар од Југославије (филм)             | Владета Милићевић                    |
| 2023.      | Провизоријум (кратки филм)                   | газда кафане                         |
| 2024.      | За нашу дјецу                                | кандидат Павловић                    |
| 2024.      | Служба (кратки филм)                         | Павле                                |
| 2025.      | Михољско лето (серија)                       |                                      |